# Gran Premio di Francia 2004
Il Gran Premio di Francia 2004 è stato un Gran Premio di Formula 1 disputato il 4 luglio 2004 sul circuito di Magny-Cours. La gara fu vinta da Michael Schumacher su Ferrari, davanti a Fernando Alonso su Renault e al compagno di squadra Rubens Barrichello.

## Vigilia

### Aspetti tecnici

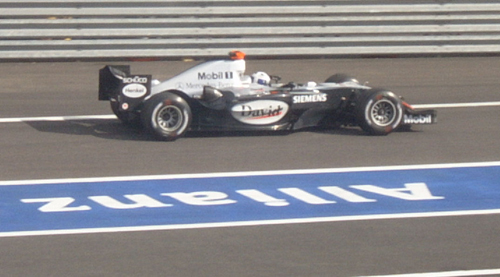
David Coulthard alla guida della nuova McLaren MP4-19B.

Al ritorno in Europa dopo la doppia trasferta in Nord America, diverse scuderie portarono in pista degli aggiornamenti delle proprie monoposto. Particolarmente attive furono McLaren e Williams: la prima, dopo un inizio di stagione molto deludente, presentò a Magny-Cours una versione B della propria monoposto, la MP4-19B, sottoposta a lunghi test sul Circuito di Jerez de la Frontera nelle settimane precedenti il Gran Premio per metterne alla prova l'affidabilità, estremamente problematica nella prima parte del campionato. La nuova vettura era caratterizzata da modifiche al telaio, una nuova sospensione posteriore e da delle fiancate rastremate nella parte inferiore. La veste aerodinamica della nuova vettura si discostava nettamente dalla versione base e dalla precedente, mai portata in gara, McLaren MP4-18.
Anche la Williams presentò delle importanti novità aerodinamiche: le modifiche sulla FW26 furono concentrate principalmente sulle fiancate, che furono ridisegnate con una forma maggiormente arrotondata e rastremata nella parte inferiore. Questi cambiamenti comportarono l'introduzione di una nuova struttura deformabile laterale (con conseguente nuovo crash test) e di nuovi radiatori, che rimasero in posizione verticale.
Tra le altre scuderie la più attiva fu la Renault, che in occasione del Gran Premio di casa equipaggiò le proprie monoposto con una versione potenziata del motore, oltre ad introdurre numerose modifiche di dettaglio al corpo vettura.

### Aspetti sportivi
In seguito all'incidente di due settimane prima ad Indianapolis, a Ralf Schumacher fu diagnosticata la frattura di due vertebre, lesione non individuata nei primi controlli effettuati negli Stati Uniti. Il pilota tedesco, la cui partecipazione al Gran Premio di Francia era comunque già stata esclusa, fu sostituito provvisoriamente dal collaudatore della Williams, Marc Gené.

## Prove libere

### Resoconto
Come di consueto nelle due sessioni di venerdì BAR, Jaguar, Toyota, Jordan e Minardi schierarono in pista una terza vettura. Entrambe le sessioni furono disputate per gran parte con l'asfalto bagnato e la maggior parte delle squadre limitò la propria attività in pista, anche perché nei giorni successivi non era prevista pioggia. Nel primo turno di prove Montoya ebbe un violento incidente, nel quale danneggiò pesantemente la vettura; il pilota colombiano non riportò lesioni, ma l'incidente gli causò dei dolori al collo che lo condizionarono anche in gara.

### Risultati
I tempi migliori nella prima sessione di prove libere di venerdì furono i seguenti:
| Pos | Nº | Pilota             | Costruttore    | Tempo    |
| --- | -- | ------------------ | -------------- | -------- |
| 1   | 2  | Rubens Barrichello | Ferrari        | 1'15"487 |
| 2   | 1  | Michael Schumacher | Ferrari        | 1'15"713 |
| 3   | 4  | Marc Gené          | Williams - BMW | 1'19"348 |

I tempi migliori nella seconda sessione di prove libere di venerdì furono i seguenti:
| Pos | Nº | Pilota             | Costruttore | Tempo    |
| --- | -- | ------------------ | ----------- | -------- |
| 1   | 16 | Cristiano da Matta | Toyota      | 1'15"518 |
| 2   | 7  | Jarno Trulli       | Renault     | 1'16"206 |
| 3   | 35 | Anthony Davidson   | BAR - Honda | 1'16"231 |

I tempi migliori nella prima sessione di prove libere di sabato furono i seguenti:
| Pos | Nº | Pilota             | Costruttore        | Tempo    |
| --- | -- | ------------------ | ------------------ | -------- |
| 1   | 1  | Michael Schumacher | Ferrari            | 1'14"944 |
| 2   | 5  | David Coulthard    | McLaren - Mercedes | 1'15"402 |
| 3   | 7  | Jarno Trulli       | Renault            | 1'15"423 |

I tempi migliori nella seconda sessione di prove libere di sabato furono i seguenti:
| Pos | Nº | Pilota             | Costruttore        | Tempo    |
| --- | -- | ------------------ | ------------------ | -------- |
| 1   | 6  | Kimi Räikkönen     | McLaren - Mercedes | 1'14"513 |
| 2   | 9  | Jenson Button      | BAR - Honda        | 1'14"568 |
| 3   | 1  | Michael Schumacher | Ferrari            | 1'14"571 |

## Qualifiche

### Resoconto
Nel Gran Premio di casa, la Renault conquistò la pole position grazie a Fernando Alonso, più veloce di poco meno di tre decimi rispetto a Michael Schumacher. David Coulthard ottenne un incoraggiante terzo tempo sulla nuova McLaren MP4-19B, staccato di appena sedici millesimi dal pilota della Ferrari. Seguivano Jenson Button, Jarno Trulli e Juan Pablo Montoya, autore del giro più veloce nella prima sessione di qualifica con il minimo carico di benzina, ma penalizzato da un errore nel proprio giro lanciato. Takuma Satō e Marc Gené, rispettivamente sulla seconda BAR e sulla seconda Williams, occuparono la quarta fila, mentre Kimi Räikkönen e Rubens Barrichello, primo a scendere in pista nella sessione decisiva dopo aver saltato quella preliminare per un problema idraulico.

### Risultati
| Pos | Nº | Pilota               | Costruttore        | Pneumatici | Prequalifiche | Qualifiche | Distacco |
| --- | -- | -------------------- | ------------------ | ---------- | ------------- | ---------- | -------- |
| 1   | 8  | Fernando Alonso      | Renault            | M          | 1'13"750      | 1'13"698   |          |
| 2   | 1  | Michael Schumacher   | Ferrari            | B          | 1'13"541      | 1'13"971   | +0"273   |
| 3   | 5  | David Coulthard      | McLaren - Mercedes | M          | 1'13"649      | 1'13"987   | +0"289   |
| 4   | 9  | Jenson Button        | BAR - Honda        | M          | 1'13"772      | 1'13"995   | +0"297   |
| 5   | 7  | Jarno Trulli         | Renault            | M          | 1'13"949      | 1'14"070   | +0"372   |
| 6   | 3  | Juan Pablo Montoya   | Williams - BMW     | M          | 1'13"377      | 1'14"172   | +0"474   |
| 7   | 10 | Takuma Satō          | BAR - Honda        | M          | 1'14"130      | 1'14"240   | +0"542   |
| 8   | 4  | Marc Gené            | Williams - BMW     | M          | 1'14"133      | 1'14"275   | +0"577   |
| 9   | 6  | Kimi Räikkönen       | McLaren - Mercedes | M          | 1'13"736      | 1'14"346   | +0"648   |
| 10  | 2  | Rubens Barrichello   | Ferrari            | B          | s.t.          | 1'14"478   | +0"780   |
| 11  | 16 | Cristiano da Matta   | Toyota             | M          | 1'14"245      | 1'14"553   | +0"855   |
| 12  | 14 | Mark Webber          | Jaguar - Cosworth  | M          | 1'15"332      | 1'14"798   | +1"100   |
| 13  | 15 | Christian Klien      | Jaguar - Cosworth  | M          | 1'15"205      | 1'15"065   | +1"367   |
| 14  | 17 | Olivier Panis        | Toyota             | M          | 1'14"540      | 1'15"130   | +1"432   |
| 15  | 11 | Giancarlo Fisichella | Sauber - Petronas  | B          | 1'15"793      | 1'16"177   | +2"479   |
| 16  | 12 | Felipe Massa         | Sauber - Petronas  | B          | 1'14"627      | 1'16"200   | +2"502   |
| 17  | 18 | Nick Heidfeld        | Jordan - Cosworth  | B          | 1'16"366      | 1'16"807   | +3"109   |
| 18  | 19 | Giorgio Pantano      | Jordan - Cosworth  | B          | 1'15"913      | 1'17"462   | +3"764   |
| 19  | 20 | Gianmaria Bruni      | Minardi - Cosworth | B          | 1'18"070      | 1'17"913   | +4"215   |
| 20  | 21 | Zsolt Baumgartner    | Minardi - Cosworth | B          | 1'18"108      | 1'18"247   | +4"459   |

## Gara

### Resoconto

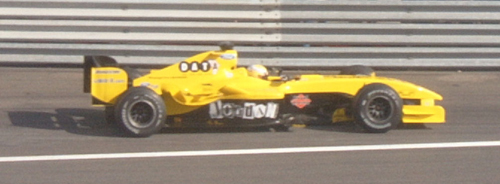
Giorgio Pantano, giunto diciassettesimo a fine gara.

Al via scattarono bene le due Renault: Fernando Alonso mantenne la testa della corsa davanti a Michael Schumacher e a Jarno Trulli, che si inserisce in terza posizione davanti a Jenson Button, David Coulthard, Juan Pablo Montoya e Kimi Räikkönen. Recuperò un paio di posizioni anche Rubens Barrichello, che dopo aver sopravanzato Marc Gené in partenza superò anche Takuma Satō nel corso del quarto giro. Il giapponese, che accusava problemi al motore, si ritirò poi al 15º passaggio per la rottura del propulsore. Al comando della corsa Alonso sembrò in grado di controllare Michael Schumacher, nonostante questi avesse fatto segnare più volte il giro più veloce in gara. I due guadagnarono rapidamente un discreto margine sugli inseguitori, capitanati da Trulli.
Al termine dell'undicesima tornata Michael Schumacher tornò ai box per effettuare il primo pit stop, imitato nello stesso giro da Räikkönen. Tre tornate più tardi toccò ad Alonso, che rientrò in pista in prima posizione. Approfittò invece della prima serie di soste Barrichello, che superò Räikkönen guadagnando così la settima posizione. Il brasiliano recuperò ulteriormente in classifica quando Montoya, nel corso del 17º giro, effettuò un testacoda, venendo sorpassato anche da Felipe Massa (che non aveva ancora rifornito) e da Räikkönen. Quest'ultimo superò il pilota della Sauber tre tornate più tardi, portandosi al settimo posto. Intanto, in testa alla corsa, Alonso sfruttò alcuni doppiaggi per tenere a distanza Schumacher, che era però più veloce dello spagnolo e durante la seconda serie di pit stop, aperta da Räikkönen al 28º giro, passò davanti al rivale, conquistando la testa della corsa. Alle spalle del duo di testa Trulli e Button precedevano Barrichello, che si era sbarazzato anche di Coulthard; lo scozzese era seguito dal compagno di squadra e da Montoya.
Schumacher allungò su Alonso: nel tentativo di avere la meglio sul pilota spagnolo, non riuscendo il sorpasso in pista, la Ferrari aveva cambiato la strategia del pilota tedesco, prevedendo addirittura quattro soste. Il ferrarista rifornì già al 42º passaggio, effettuando una sosta breve e rientrando in pista in seconda posizione. Alonso tornò ai box quattro giri dopo, cedendo nuovamente al rivale il comando della corsa. A questo punto Schumacher spinse al massimo per avere un margine sufficiente sul pilota della Renault per effettuare un'altra sosta e tornargli in pista davanti. La manovra gli riuscì e al 58º passaggio Schumacher, dopo aver effettuato la quarta sosta, rientrò in pista al comando, con un vantaggio consistente su Alonso. Negli ultimi giri lottarono tra loro per il terzo gradino del podio Trulli, Barrichello e Button, separati da pochi decimi. Il pilota italiano sembrò in grado di respingere gli attacchi dei rivali, ma proprio nelle ultime curve commise un errore, dovendo lasciar strada a Barrichello. Michael Schumacher vinse il nono Gran Premio su dieci disputati, tagliando il traguardo davanti ad Alonso, Barrichello, Trulli, Button, Coulthard, Räikkönen e Montoya.

### Risultati
| Pos      | Nº | Pilota               | Costruttore        | Pneumatici | Giri | Tempo/Ritiro e posizione al ritiro/Media oraria | Partenza | Punti |
| -------- | -- | -------------------- | ------------------ | ---------- | ---- | ----------------------------------------------- | -------- | ----- |
| 1        | 1  | Michael Schumacher   | Ferrari            | B          | 70   | 1h30'18"133 - 205.035 km/h                      | 2        | 10    |
| 2        | 8  | Fernando Alonso      | Renault            | M          | 70   | +8"329                                          | 1        | 8     |
| 3        | 2  | Rubens Barrichello   | Ferrari            | B          | 70   | +31"622                                         | 10       | 6     |
| 4        | 7  | Jarno Trulli         | Renault            | M          | 70   | +32"082                                         | 5        | 5     |
| 5        | 9  | Jenson Button        | BAR - Honda        | M          | 70   | +32"484                                         | 4        | 4     |
| 6        | 5  | David Coulthard      | McLaren - Mercedes | M          | 70   | +35"520                                         | 3        | 3     |
| 7        | 6  | Kimi Räikkönen       | McLaren - Mercedes | M          | 70   | +36"230                                         | 9        | 2     |
| 8        | 3  | Juan Pablo Montoya   | Williams - BMW     | M          | 70   | +43"419                                         | 6        | 1     |
| 9        | 14 | Mark Webber          | Jaguar - Cosworth  | M          | 70   | +52"394                                         | 12       |       |
| 10       | 4  | Marc Gené            | Williams - BMW     | M          | 70   | +58"166                                         | 8        |       |
| 11       | 15 | Christian Klien      | Jaguar - Cosworth  | M          | 69   | +1 giro                                         | 13       |       |
| 12       | 11 | Giancarlo Fisichella | Sauber - Petronas  | B          | 69   | +1 giro                                         | 15       |       |
| 13       | 12 | Felipe Massa         | Sauber - Petronas  | B          | 69   | +1 giro                                         | 16       |       |
| 14       | 16 | Cristiano da Matta   | Toyota             | M          | 69   | +1 giro                                         | 11       |       |
| 15       | 17 | Olivier Panis        | Toyota             | M          | 68   | +2 giri                                         | 14       |       |
| 16       | 18 | Nick Heidfeld        | Jordan - Cosworth  | B          | 68   | +2 giri                                         | 17       |       |
| 17       | 19 | Giorgio Pantano      | Jordan - Cosworth  | B          | 67   | +3 giri                                         | 18       |       |
| 18       | 20 | Gianmaria Bruni      | Minardi - Cosworth | B          | 65   | Perdita olio (18°)                              | 19       |       |
| Ritirato | 21 | Zsolt Baumgartner    | Minardi - Cosworth | B          | 31   | Testacoda (19°)                                 | 20       |       |
| Ritirato | 10 | Takuma Satō          | BAR - Honda        | M          | 15   | Motore                                          | 7        |       |

## Classifiche

### Piloti
| Pos. | Pilota               | Punti |
| ---- | -------------------- | ----- |
| 1    | Michael Schumacher   | 90    |
| 2    | Rubens Barrichello   | 68    |
| 3    | Jenson Button        | 48    |
| 4    | Jarno Trulli         | 46    |
| 5    | Fernando Alonso      | 33    |
| 6    | Juan Pablo Montoya   | 25    |
| 7    | Takuma Satō          | 14    |
| 8    | Ralf Schumacher      | 12    |
| 8    | David Coulthard      | 12    |
| 10   | Giancarlo Fisichella | 10    |
| 10   | Kimi Räikkönen       | 10    |
| 12   | Felipe Massa         | 5     |
| 12   | Olivier Panis        | 5     |
| 14   | Cristiano da Matta   | 3     |
| 14   | Mark Webber          | 3     |
| 14   | Nick Heidfeld        | 3     |
| 17   | Timo Glock           | 2     |
| 18   | Zsolt Baumgartner    | 1     |

### Costruttori
| Pos. | Team               | Punti |
| ---- | ------------------ | ----- |
| 1    | Ferrari            | 158   |
| 2    | Renault            | 79    |
| 3    | BAR - Honda        | 62    |
| 4    | Williams - BMW     | 37    |
| 5    | McLaren - Mercedes | 22    |
| 6    | Sauber - Petronas  | 15    |
| 7    | Toyota             | 8     |
| 8    | Jordan - Cosworth  | 5     |
| 9    | Jaguar - Cosworth  | 3     |
| 10   | Minardi - Cosworth | 1     |